# Sorelle Fontana
Pour les articles homonymes, voir Fontana.
Sorelle Fontana Alta Moda est une maison de couture italienne, fondée en 1943 à Rome par les sœurs Giovanna, Micol et Zoe Fontana.

## Histoire

### Genèse
Les sœurs Giovanna, Micol et Zoe Fontana grandissent à Traversetolo dans la province de Parme. Leur père Giovanni Fontana est un petit entrepreneur en bâtiment. Leur mère Amabile Dalcò est couturière et ouvre une boutique en 1907,. Zoe Fontana est la première à rejoindre Rome en 1936. Elle travaille chez Zecca, alors que Micol est employée par Battilocchi.

### Couture
Les trois sœurs fondent la maison Sorelle Fontana en 1943. Elles ouvrent un atelier situé via Liguria, près de la via Veneto,. En 1949, l'actrice Linda Christian contribue à la renommée internationale de la maison en portant l'une de leurs robes lors de son mariage avec Tyrone Power,. À partir de là, nombreuses sont les stars hollywoodiennes à s'ahbiller chez les sœurs Fontana. Le trio, et d'autres couturiers italiens comme Emilio Pucci et Jole Veneziani, présentent leurs créations à la presse étrangère et à des acheteurs venus des États-Unis lors du défilé de mode organisé en février 1951 à Florence par Giovanni Battista Giorgini,. Il est aujourd'hui considéré comme une étape importante dans la renaissance de la mode italienne (en). Les créations des Fontana sont portées par des aristocrates, notamment la princesse Marella Caracciolo di Castagneto épouse de Giovanni Agnelli, des célébrités comme Margaret Truman et Jackie Kennedy, et des actrices, dont Grace Kelly, Elizabeth Taylor et Audrey Hepburn.
Les Fontana créent des costumes pour le cinéma. En 1948, elle habillent Nelly Corradi dans une adaptation cinématographique de La traviata. En 1953, elles travaillent pour Luciano Emmer sur Les Fiancés de Rome. Elles créent les costumes portés par Eleonora Rossi Drago dans Femmes entre elles de Michelangelo Antonioni, et ceux d'Ava Gardner dans La Comtesse aux pieds nus de Joseph L. Mankiewicz, Le soleil se lève aussi d'Henry King et La Bible de John Huston. Federico Fellini choisit l'une de leurs robes pour habiller Anita Ekberg dans La dolce vita.
En 1953, contribue à fonder, avec d'autres grands noms de l'époque (Emilio Schuberth, Vincenzo Ferdinandi, Alberto Fabiani, Jole Veneziani, Giovannelli-Sciarra, Mingolini-Guggenheim, Eleonora Garnett, Simonetta Colonna di Cesarò), le Syndicat italien de la haute couture (qui deviendra plus tard la Chambre Nationale de la Mode Italienne).

### Diversification
En 1957, elles transfèrent leur atelier via San Sebastianello. La maison se diversifie et créé des uniformes pour des entreprises, dont la compagnie aérienne Alitalia. Au cours des années 1960, les Fontana installent leur boutique sur la Piazza di Spagna, dans le quartier des boutiques de luxe de Rome. Les sœurs emploient 75 personnes dans l'usine où sont fabriqués les vêtements de leurs collections de prêt-à-porter. Elles commercialisent également des accessoires de mode et des parfums,.

### Héritage
Des créations signées Sorelle Fontana figurent dans les collections de plusieurs musées, notamment le Metropolitan Museum of Art de New York et la galerie des costumes du palais Pitti. Des modèles sont préservés et présentés au public par la fondation Micol Fontana, créée en 1993,.

## Les fondatrices
Zoe Fontana est née le 16 mai 1911. Elle épouse Mario Montanarini en 1934. L'aînée des sœurs Fontana meurt à Rome le 31 octobre 1979.
Micol Fontana, née le 8 novembre 1913, est morte à Rome le 12 juin 2015. En 1996, elle reçoit le titre de Chevalier grand-croix de l'Ordre du Mérite de la République italienne.
Giovanna Fontana, née le 27 novembre 1915, est morte à Rome le 11 août 2004. Alors que ses sœurs représentent la maison à l'extérieur, Giovanna travaille en coulisses et supervise la confection de leurs créations.

## Mini-série
L'histoire des sœurs Fontana est mise en scène dans Atelier Fontana - Le sorelle della moda, une mini-série en deux parties réalisée par Riccardo Milani et diffusée par Rai 1 en 2011. Les sœurs Giovanna, Micol et Zoe Fontana sont interprétées respectivement par Federica De Cola, Alessandra Mastronardi et Anna Valle.